# Illumina (compañía)

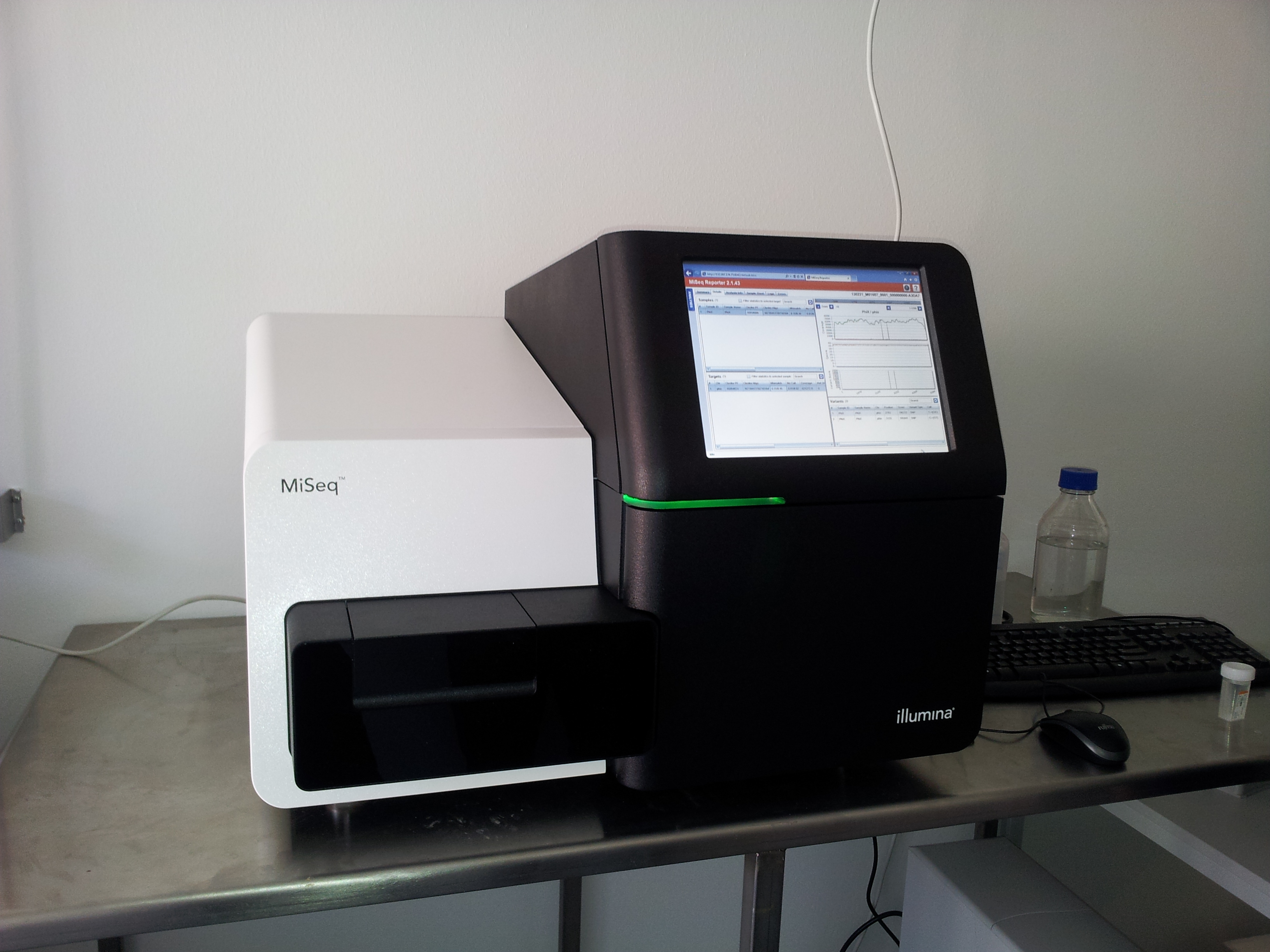
Secuenciador Illumina MiSeq

Illumina, Inc. es una compañía estadounidense fundada en abril de 1998 que desarrolla, fabrica y comercializa sistemas integrados para el análisis de variación genética y función biológica. En 2014 fue nombrada por MIT Technology Review como "la compañía más inteligente del mundo". Mediante el uso de su tecnología, Illumina proporciona una línea de productos y servicios que sirven a los mercados de secuenciación, genotipado y expresión génica. Esta tecnología ha conseguido reducir el coste de secuenciar el genoma humano desde $1.000.000 en 2007 a $4 000 en 2013. Sus clientes incluyen centros de investigación genómica, compañías farmacéuticas, instituciones académicas, organizaciones de investigación clínica y compañías biotecnológicas. Sus herramientas proporcionan a los investigadores la capacidad de realizar los tests genéticos necesarios para extraer información médica gracias a los avances en genómica y proteómica. Su sede se encuentra en San Diego, California. 
Illumina comenzó a ofrecer servicios de genotipado de polimorfismo de nucleótido simple (SNP) en 2001 y lanzó su primer sistema, el Illumina BeadLab, en 2002. En 2007 la compañía adquirió Solexa, Inc.(tecnología de secuenciación del genoma de la Universidad de Cambridge). En 2007 Illumina vendía únicamente productos que estaban etiquetados como "solo uso para investigación"; a principios de 2010 Illumina obtuvo la aprobación de FDA para poder ser usado en test clínicos. Esto fue parte de la estrategia de la compañía para abrir su propio laboratorio CLIA l y para empezar a ofrecer test genéticos clínicos. En 2015 Illumina originó la compañía Grail que se centraba en test sanguíneos para detectar cáncer en torrente sanguíneo. La compañía está trabajando con pruebas experimentales de test sanguíneos con alrededor de 120 000 mujeres en los estados de Minnesota y Wisconsin, además de colaborar con la  Mayo Clinic. La compañía Grail usa la tecnología de secuenciación de Illumina para realizar tests y lanzó tests en 2019 con un costo de 500$ por individuo. 
Actualmente, esta empresa ofrece productos basados en microarrays y todo tipo de servicios relacionados con el análisis genético (como secuenciación, análisis de la expresión génica y análisis de proteínas). 